# Manga belophora
Manga belophora là một loài bướm đêm trong họ Noctuidae.